# Couvent des Augustins de Reims
Pour les articles homonymes, voir Couvent des Augustins.
Le Couvent des Augustins de Reims, transformé après la révolution en salle puis en fabrique puis en séminaire était située à Reims, en France. Il a été détruit pour laisser la place à la construction d’un collège.

## Localisation
Le couvent des Augustins de Reims était située dans le département français de la Marne, sur la commune de Reims, sur le rectangle délimité par la rue des augustins, la rue du barbâtre, la rue Ponsadin (les remparts de Reims à l’époque) et l’actuelle rue Gerbert.

## Historique

### Couvent des Capucins de Reims
En 1261, Thomas de Beaumetz installait une communauté religieuse au lieu-dit les Anches, ils étaient nommés les Sachet ou Saguet, porte sac frères du sac et vivaient très rigoureusement, ils étaient des frères Pénitenciers de Jésus-Christ. Le couvent était appelé  « Couvent des Frères Sachets ».
Vers 1320 ils furent remplacés par des ermites de Saint-Augustin car leurs mœurs furent jugés comme dissolus.

### Période révolutionnaire
En 1788, leur maison accueillait une institution de prêt sur gage gratuit.
Un cours d'anatomie fut ouvert en 1789 par la société libre d’émulation.
Puis un collège Constitutionnel de1792 à 1793 qui s’arrêta faute d’élèves.
Mais avec la Révolution française, en 1793 la communauté fut dissoute.
L’église des Augustins, dédiée à l'origine à Sainte-Anne  a été démolie en 1793.
En 1794, l’école des Beaux Arts fut installée temporairement dans le couvent.

### Fabrique
Ce fut un dépôt de salpêtre puis en manufacture d'étoffe en 1808 détenue par Mr Félix Boisseau.

### Petit Séminaire
En 1820, le Petit Séminaire est rétabli dans l’ancien couvent des Augustins.
De nouvelles constructions sont élevées dont une petite chapelle.

### Impact de la1reGuerre Mondiale
Il abrita les services de la mairie  de 1917 à 1927 car la mairie avait été  incendiée pendant la 1re guerre mondiale.

### Période contemporaine
En 1963, l’Internat ouvre ses portes, rue des Augustins.
Le couvent des augustins est détruit, en 1963, pour la construction de l'internat du lycée Hugues Libergier qui sera compléter par le GRETA de la Marne.

## Galerie

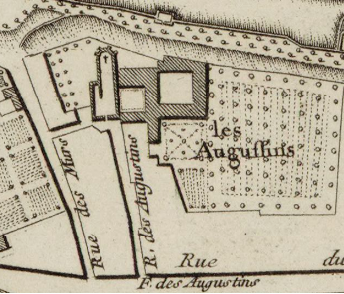
Reims Couvent des Augustins Extrait Plan Legendre BMR.
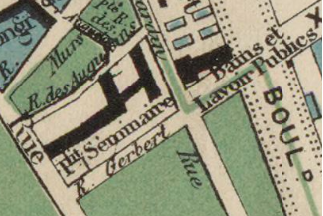
Le Petit Séminaire.
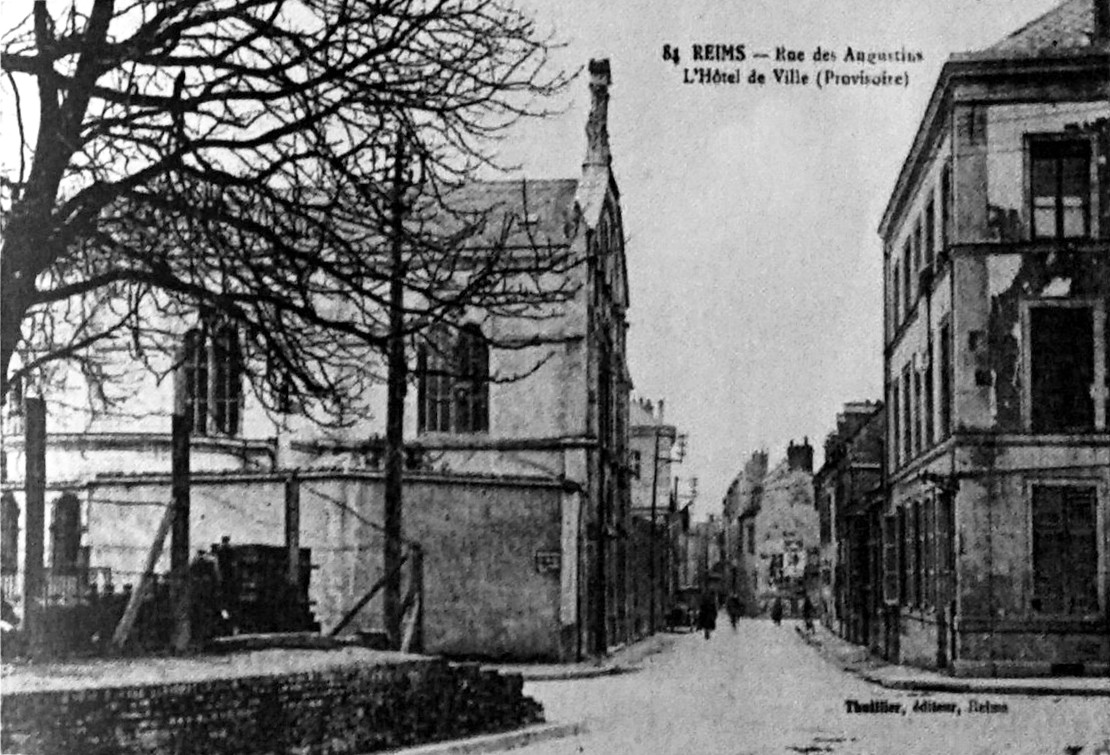
Le petit séminaire disparu après la Grande Guerre.